# Chris Work
Christopher Herbert Work, dit Chris Work, né en 1938,, est un homme politique fidjien.

## Biographie
D'ascendance « partiellement européenne et partiellement autochtone », il descend d'un colon américain établi dans le village de Kulukulu sur l'île de Viti Levu au XIXe siècle. Ingénieur de profession, Chris Work devient responsable de projet pour l'entreprise publique Fiji Electricity Authority, service de fournisseur d'électricité, à Sigatoka,. Il travaille également comme travailleur social,.
Il s'engage au Parti travailliste fidjien et, pour les élections législatives de 1987, il est le candidat du parti dans la circonscription ethnique « Ouest », dans laquelle les citoyens de toutes appartenances ethniques élisent un député issu des « électeurs généraux », les petites minorités ethniques du pays. Il remporte le siège avec 64,3 % des voix et entre à la Chambre des représentants. Le nouveau Premier ministre travailliste Timoci Bavadra le nomme ministre des Coopératives et des Affaires des consommateurs, avec le rang de ministre d'État (ministre adjoint non membre du cabinet), dans son gouvernement. Le gouvernement est renversé par un coup d'État militaire après seulement un mois.